# NASCAR Canadá Series
La NASCAR Canadá Series (en francés: Série NASCAR Canada), normalmente abreviada como NCS, es una categoría nacional de NASCAR en Canadá, con una carrera en los Estados Unidos, que es la continuación de la antigua CASCAR Super Series la cual se fundó en 1981.

## Historia
En septiembre de 2006 la NASCAR anunció la compra de Cascar Super Series, la principal categoría de autos turismo canadiense. En ese momento, ellos anunciaron un tratado de patrocinio con Canadian Tire como el principal patrocinador. También anunciaron un contrato de televisación con TSN para transmitir todos los eventos con algunas carreras seleccionadas en vivo.

La temporada 2007 de la NASCAR Canadian Tire Series fue la temporada inaugural para la categoría con la primera carrera realizada el 26 de mayo de 2007 en Cayuga Motor Speedway con el triunfo de Don Thomson Jr.. Andrew Ranger, en su segundo año compitiendo en autos de turismo, ganó la segunda carreras en el Mosport International Raceway. He took over the lead in the points standings after that event and never relinquished it on his way to the first championship. The first season saw five races decided on last-lap passes.
.

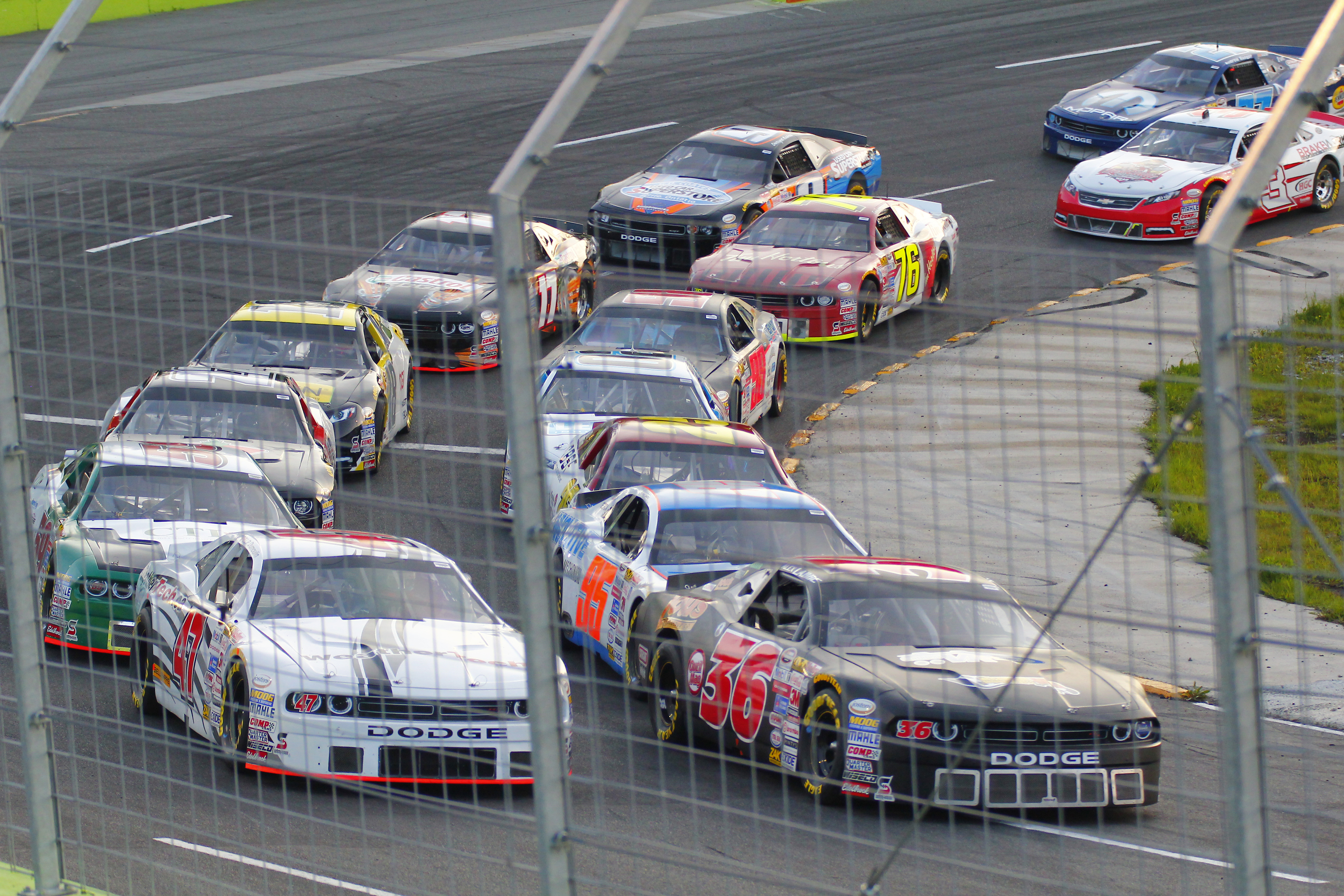
NASCAR Pinty's Series cars at Autodrome Chaudiere in 2015

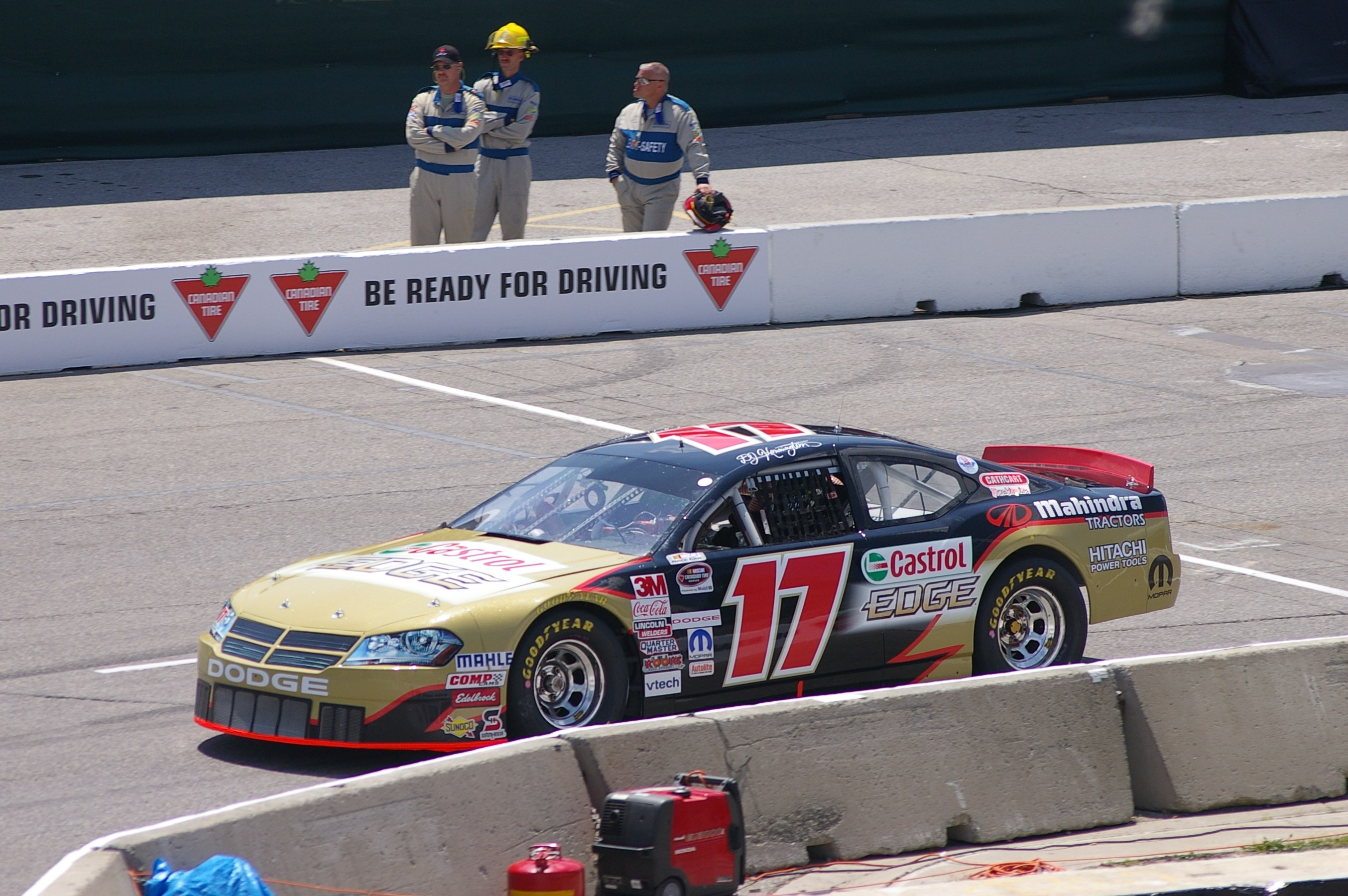
D.J. Kennington's car

En diciembre de 2019, NASCAR anuncio un cambio en su calendario. La categoría regresaría a dos circuitos de temporadas anteriores - Sunset Speedway (Ontario) y Circuit ICAR. La caegoria ambien anuncio una carrera por primera vez en un circuito de tierra en Ohsweken Speedway en agosto de 2020.

## Circuitos
Los siguientes circuitos han sido utilizados y so utilizados actualmente por la NASCAR Pinty's Series:

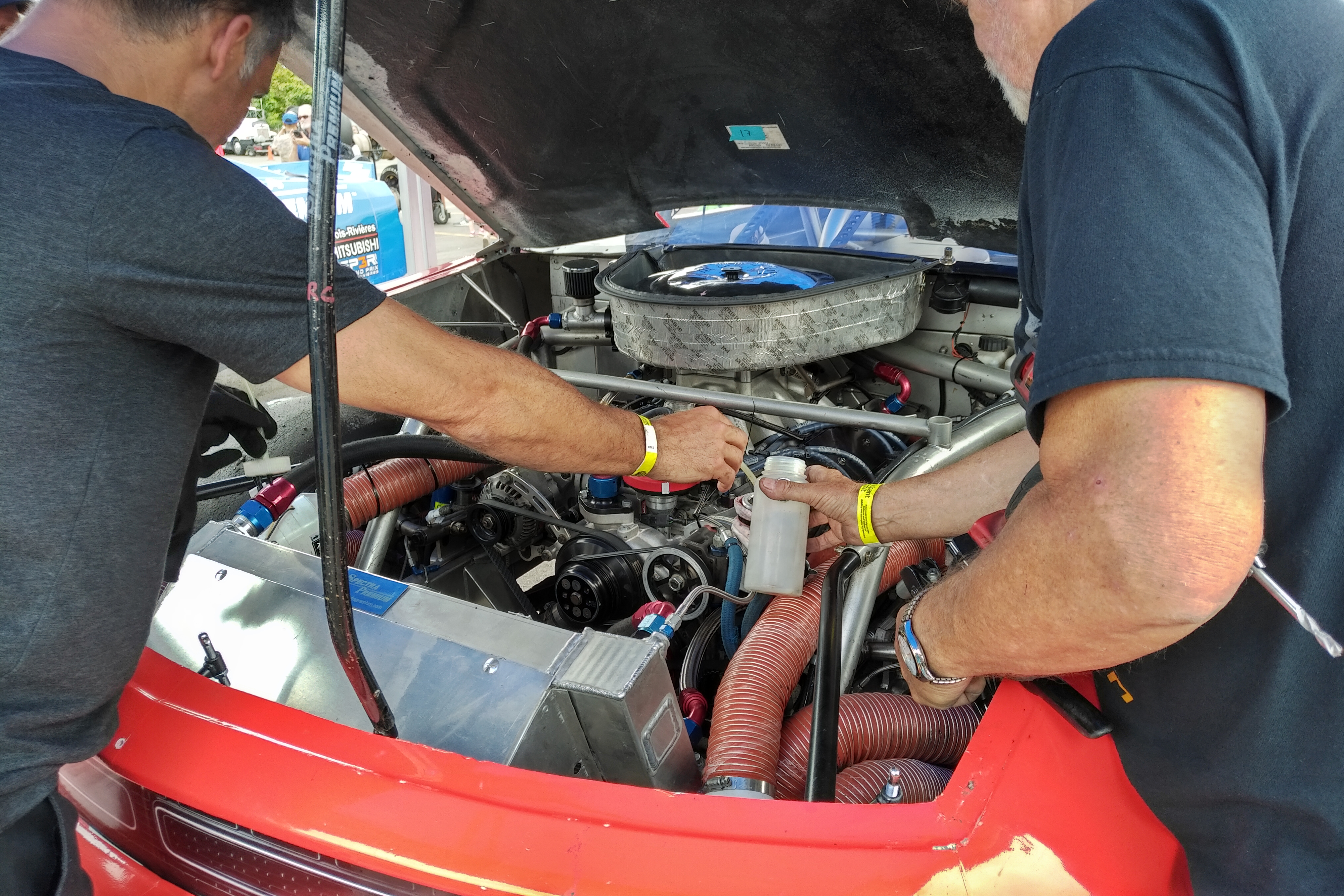
El motor utilizado en un Dodge Challenger de la Pinty's Series

| Años                     | Circuito                               | Ubicación                 | Tipo                      |
| ------------------------ | -------------------------------------- | ------------------------- | ------------------------- |
| 2014–presente            | Autodrome Chaudière                    | Vallée-Jonction, Quebec   | Óvalo de 1/4 de milla     |
| 2008–2010, 2013–2019     | Autodrome Saint-Eustache               | Saint-Eustache, Quebec    | Óvalo de 2/5 de milla     |
| 2007–2014                | Barrie Speedway                        | Barrie, Ontario           | Tri óvalo de 1/3 de milla |
| 2007–presente            | Canadian Tire Motorsport Park          | Bowmanville, Ontario      | Autodromo                 |
| 2007–2013                | Canadian Tire Motorsport Park Speedway | Bowmanville, Ontario      | Óvalo de 1/2 milla        |
| 2007–2012                | Circuit Gilles Villeneuve              | Montreal, Quebec          | Circuito Semi permanente  |
| 2011–2017 2020–presente  | Circuit ICAR                           | Mirabel, Quebec           | Autodromo                 |
| 2007–presente            | Circuit Trois-Rivières                 | Trois-Rivières, Quebec    | Circuito Callejero        |
| 2009–2013, 2017          | Delaware Speedway                      | Delaware, Ontario         | Óvalo de 1/2 milla        |
| 2007–2010, 2012          | Gran Premio de Edmonton                | Edmonton, Alberta         | Circuito en Aeródromo     |
| 2014–presente            | Edmonton International Raceway         | Wetaskiwin, Alberta       | Óvalo de 1/4 de milla     |
| 2010–2011, 2016–presente | Exhibition Place                       | Toronto, Ontario          | Circuito Callejero        |
| 2007–2008, 2017–presente | Jukasa Motor Speedway                  | Cayuga, Ontario           | Óvalo de 5/8 de milla     |
| 2007–2016                | Kawartha Speedway                      | Peterborough, Ontario     | Óvalo de 3/8 de milla     |
| 2007–2013                | Motoplex Speedway                      | Vernon, British Columbia  | Tri óvalo de 1/2 milla    |
| 2007–2019                | Riverside International Speedway       | Antigonish, Nueva Escocia | Óvalo de 1/3 de milla     |
| 2015–2016 2020–presente  | Sunset Speedway                        | Innisfil, Ontario         | Óvalo de 1/3 de milla     |
| 2009–presente            | Wyant Group Raceway                    | Saskatoon, Saskatchewan   | Óvalo de 1/3 de milla     |
| 2018–2019                | New Hampshire Motor Speedway           | Loudon, New Hampshire     | Óvalo de 1.058 millas     |
| 2020–presente            | Ohsweken Speedway                      | Ohsweken, Ontario         | 3/8 milla de tierra       |

### Especificaciones
- Potencia: 525 HP (391 kW)
- Peso: 3050 lb (1383,5 kg)
- Altura: 49 plg (1245 mm)
- Largo: 198 plg (5029 mm)
- Distancia entre ejes: 107,5 plg (2731 mm)
- Ancho: 75 plg (1905 mm)

### Representación de fabricantes

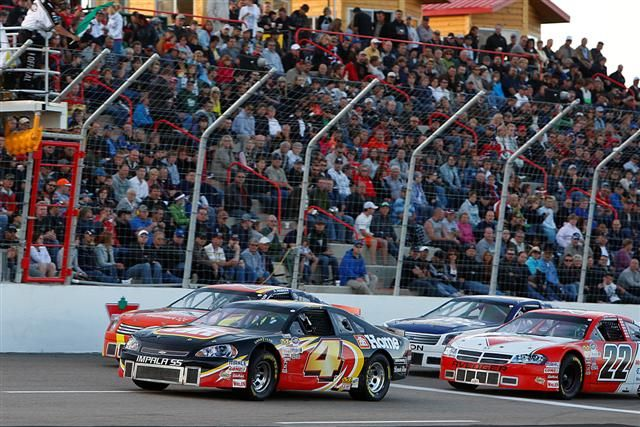
Dos Fords un Dodge y un Chevy en 2009

Los tipos de automóviles utilizados incluyen al Ford Fusion, Chevrolet Camaro y Dodge Challenger. La NASCAR Pinty's Series es la única categoría de NASCAR series en la cual Dodge continua dando soporte de fábrica, ya que la categoría esta apoyada por la rama Canadiense de Fiat Automobili, S.p.A., y es la única categoría en la que Toyota no participa; fue también la última categoría de la NASCAR series en la cual tenía apoyo del fabricante de Pontiac antes del cierre de esta en 2010 después de la incautación de General Motors.
Fiat Chrysler automobiles 
- Dodge Avenger: 2007–2010
- Dodge Charger: 2007–2010
- Dodge Challenger: 2011-presente

Ford Motor Company
- Ford Fusion: 2007–presente

General Motors
- Chevrolet Monte Carlo SS: 2007–2009
- Pontiac: 2007-2009
- Chevrolet Impala: 2009–2017
- Chevrolet Camaro: 2018-presente

## Listado de Campeones
Scott Steckly tiene el mayor número de campeonatos de la Pinty’s Series habiendo ganado 4 en 2008, 2011, 2013, y 2015.

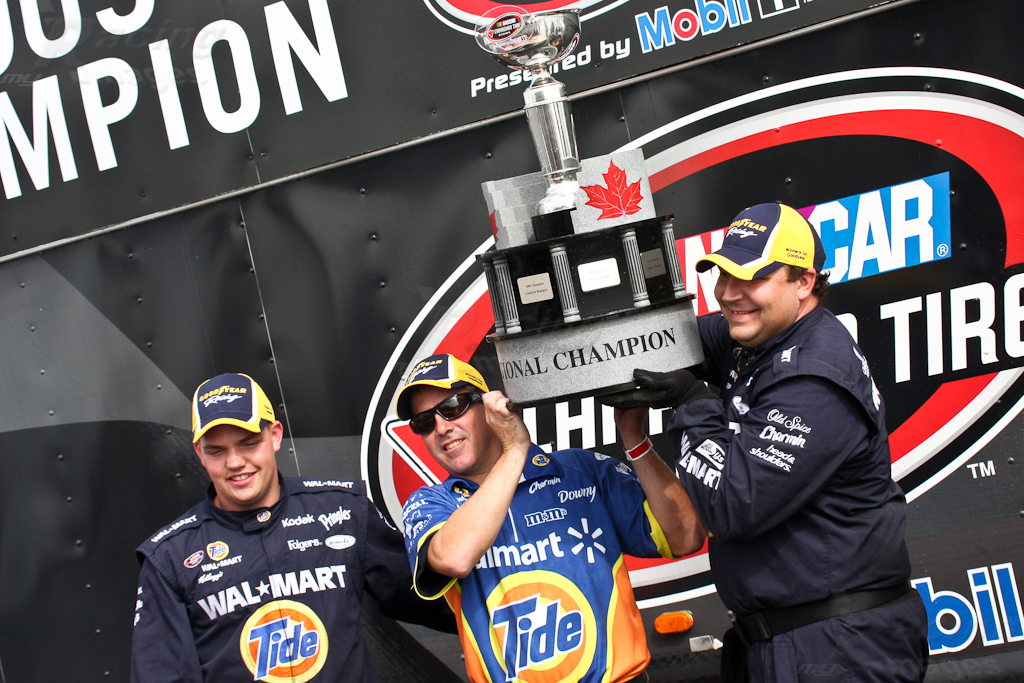
El equipo No. 27 celebra su campeonato del 2009

| Año  | Campeón                     | Propietario         | Fabricante | No. | Puntos (margen) | Campeonato de fabricantes |
| ---- | --------------------------- | ------------------- | ---------- | --- | --------------- | ------------------------- |
| 2007 | Andrew Ranger (1)           | Dave Jacombs        | Ford       | 27  | 1896 (103)      | Ford                      |
| 2008 | Scott Steckly (1)           | Scott Steckly       | Dodge      | 22  | 2070 (24)       | Dodge                     |
| 2009 | Andrew Ranger (2)           | David Jacombs       | Ford       | 27  | 2190 (167)      | Ford                      |
| 2010 | D. J. Kennington (1)        | Doug Kennington     | Dodge      | 17  | 2117 (87)       | Dodge                     |
| 2011 | Scott Steckly (2)           | Scott Steckly       | Dodge      | 22  | 1960 (79)       | Dodge                     |
| 2012 | D. J. Kennington (2)        | Doug Kennington     | Dodge      | 17  | 517 (27)        | Dodge                     |
| 2013 | Scott Steckly (3)           | Scott Steckly       | Dodge      | 22  | 473 (2)         | Dodge                     |
| 2014 | Louis-Philippe Dumoulin (1) | Marc-Andre Bergeron | Dodge      | 47  | 453 (3)         | Dodge                     |
| 2015 | Scott Steckly (4)           | Scott Steckly       | Dodge      | 22  | 446 (4)         | Dodge                     |
| 2016 | Cayden Lapcevich            | Sherri Lapcevich    | Dodge      | 76  | 505 (54)        | Dodge                     |
| 2017 | Alex Labbé                  | Alain Lord Mounir   | Ford       | 32  | 542 (16)        | Ford                      |
| 2018 | Louis-Philippe Dumoulin (2) | Marc-André Bergeron | Dodge      | 47  | 523 (7)         | Dodge                     |
| 2019 | Andrew Ranger (3)           | Doug Kennington     | Dodge      | 27  | 550 (11)        | Dodge                     |
| 2020 | Jason Hathaway              | Ed Hakonson         | Chevrolet  | 3   | 265 (14)        | Chevrolet                 |
| 2021 | Louis-Philippe Dumoulin (3) | Marc-Andre Bergeron | Dodge      | 47  | 389 (8)         | Dodge                     |
| 2022 | Marc-Antoine Camirand       | Jean Claude Paille  | Chevrolet  | 96  | 523 (27)        | Chevrolet                 |
| 2023 | Treyten Lapcevich           | Scott Steckly       | Chevrolet  | 20  | 612 (61)        | Chevrolet                 |
| 2024 | Marc-Antoine Camirand (2)   | Jean Claude Paille  | Chevrolet  | 96  | 510 (20)        | Chevrolet                 |

## Ganadores de todos los tiempos
Los ganadores de carreras bajo el nombre NASCAR, comenzó en la temporada 2007. No incluye los triunfos de la CASCAR Super Series. Los datos son tomados luego de la carrera Leland Industries 250 en Sutherland Automotive Speedway(20 de julio de 2024).
| Driver                | Wins |
| --------------------- | ---- |
| Andrew Ranger         | 33   |
| D. J. Kennington      | 24   |
| Kevin Lacroix         | 20   |
| Scott Steckly         | 19   |
| Jason Hathaway        | 14   |
| Alex Tagliani         | 12   |
| Marc-Antoine Camirand | 12   |
| J. R. Fitzpatrick     | 11   |
| L. P. Dumoulin        | 11   |
| Treyten Lapcevich     | 9    |
| Don Thomson Jr.       | 7    |
| Cayden Lapcevich      | 6    |
| Alex Labbé            | 6    |
| Peter Shepherd III    | 5    |
| Mark Dilley           | 3    |
| Kerry Micks           | 3    |
| Raphaël Lessard       | 3    |
| Robin Buck            | 2    |
| Donald Chisholm       | 1    |
| Alex Guenette         | 1    |
| Gary Klutt            | 1    |
| Derek Lynch           | 1    |
| Cole Powell           | 1    |
| Ken Schrader          | 1    |
| Brett Taylor          | 1    |
| Donald Theetge        | 1    |
| Brandon Watson        | 1    |
| Dave Whitlock         | 1    |